# Brandon Sampson
Brandon Sampson (Baton Rouge, 1º maggio 1997) è un cestista statunitense.